# Vyhlídkový altán na Žižkově
Vyhlídkový altán na Žižkově v Praze se nachází na západní straně vrchu Vítkov na kraji svahu nad Karlínem. Je součástí areálu Národní památník na Vítkově a je chráněn jako nemovitá kulturní památka České republiky.

## Historie
Vyhlídkový altán pochází z konce 18. století a byl součástí usedlosti Hrabovka.

## Popis
Vyhlídkový altán šestibokého půdorysu má vystupující přístupové schodiště. Drobná zděná stavba je uvnitř kruhová, s plochou kupolí bez architektonických článků. Jednotlivá pole jsou členěna segmentově sklenutými okenními otvory, které jsou rámovány lizénami vycházejícími z obíhající římsy. Vchod je také rámován lizénou. Vedou k němu čtyři schody s oboustrannou zídkou. Mansardová střecha je kryta plechem.

## Galerie

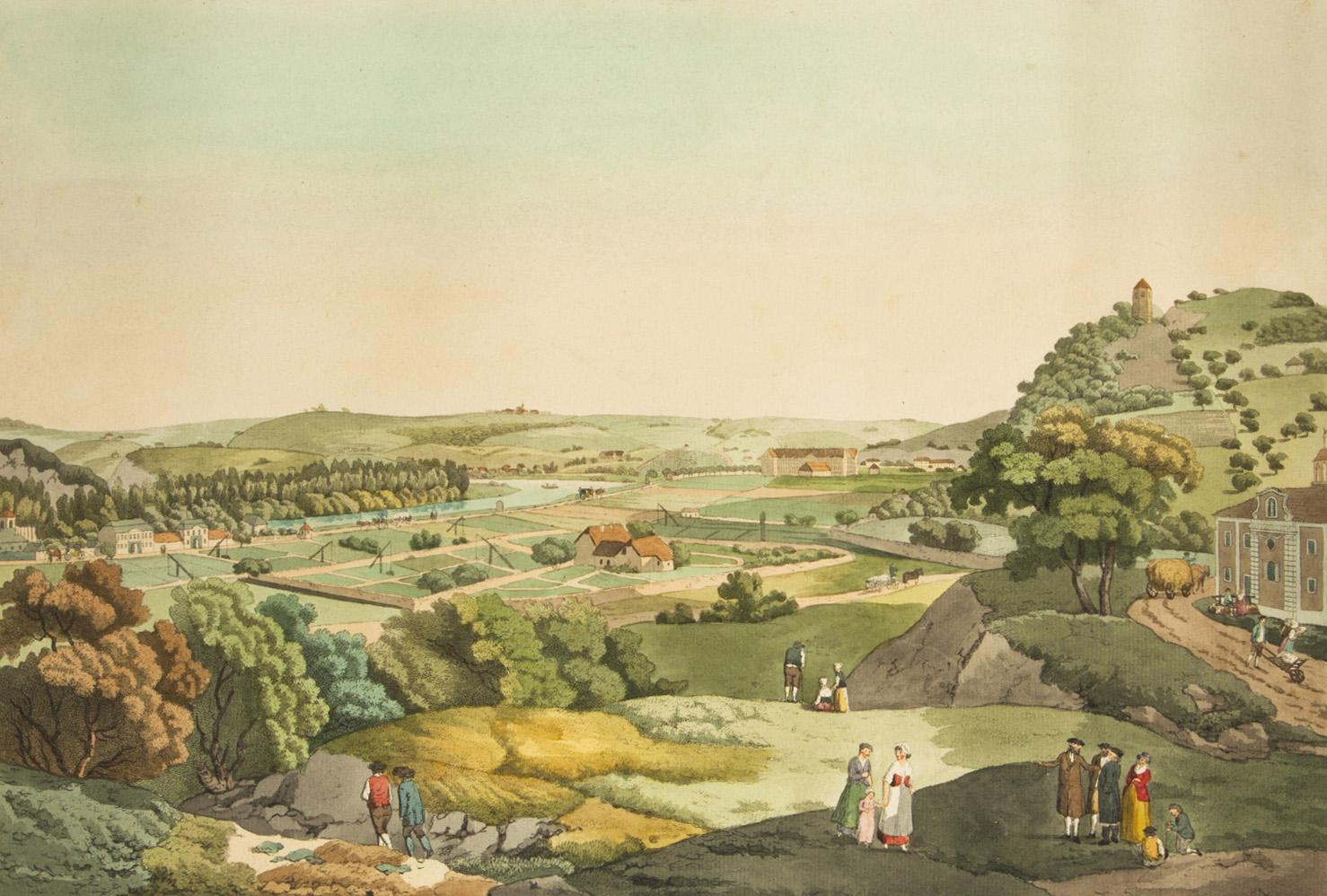
Špitálská pole s Invalidovnou a vrchem Vítkovem s vyhlídkovým altánem (Karel Postl, 1818)